# 보야나 노바코비치
보야나 노바코비치(세르비아어: Бојана Новаковић, Bojana Novakovic, 1981년 11월 17일 ~ )는 오스트레일리아의 배우로 세르비아 혈통을 갖고 있다.

## 출연 작품
- 아이, 토냐 - 도디 티치맨 역
- 비욘드 스카이라인